# Serre calabresi
(Viaggiatore inglese, 1828)
Le Serre calabresi (in calabrese Serra) sono una zona collinare e montuosa della Calabria, compresa all'interno dell'Appennino calabro, nelle province di Catanzaro, Vibo Valentia e nella città metropolitana di Reggio Calabria e caratterizzate da un'alta presenza boschiva: l'importanza ambientale di tale catena è data dal ruolo di congiunzione tra l'altopiano della Sila e il massiccio d'Aspromonte, con i quali condivide la stessa struttura geologica.

## Geografia fisica
Costituita da due lunghe successioni parallele (ovest 53 km, est 37 km) di rilievi montuosi e collinari da nord a sud, che ricordano i denti di una sega, prende inizio dall'istmo di Catanzaro, il punto più stretto d'Italia dove 35 chilometri separano il mar Ionio dal mar Tirreno, e termina al passo della Limina. Confinano a nord con la Sila e la piana di Sant'Eufemia a sud con l'Aspromonte e la piana di Gioia Tauro.
Sul versante occidentale della catena, dall'istmo ha inizio la prima lunga dorsale di monti, le preserre catanzaresi, dove i più settentrionali sono il monte Contessa (881) e il monte Covello (848) che costituiscono la porta nord della catena dal passo di Catanzaro che è il più settentrionale, la Serralta di San Vito (1.023) nei pressi del passo Fossa del Lupo e successivamente il Monte Cucco (959). Al centro le opposte pendici delle due catene montuose scendono dolcemente formando delle conche in cui si adagiano i centri abitati, tra cui Serra San Bruno attraversata dalla fiumara Ancinale. Al centro si ergono i monti più alti delle Serre, tra cui il Monte Pietra del Caricatore (1.414) e il Monte Pecoraro (1.423), massima vetta dell'altopiano. A oriente della catena sorgono i monti Mammicomito (1.047) e Consolino (701) che sovrastano Stilo. Il monte più a sud, vicino al passo della Limina, è il Monte Ferrà (958). A est discendono le valli dei più importanti corsi d'acqua che dopo ripidi percorsi si gettano nelle acque del mar Ionio dopo aver generato ripide cascate, come la fiumara Stilaro che forma la cascata del Marmarico.

### Orografia
I rilievi più alti sono il monte Pecoraro (1.423), la Pietra del Caricatore (1.414), il Colle dei Pecorari (1.318), il monte Crocco (1.276), il monte Petrulli (1.260), il Monte San Nicola (1.260), il monte Gremi (1.241), il monte Trematerra (1.228), la Pietra Cavallera (1.222), il monte Cervaro (1.196), il monte Diavolomani (1.150), il monte Famà (1.143), il monte Seduto (1.143), il monte Tramazza (1.125). Da nord a sud, ossia dall'Istmo al passo della Limina, i gruppi di montagne sono:

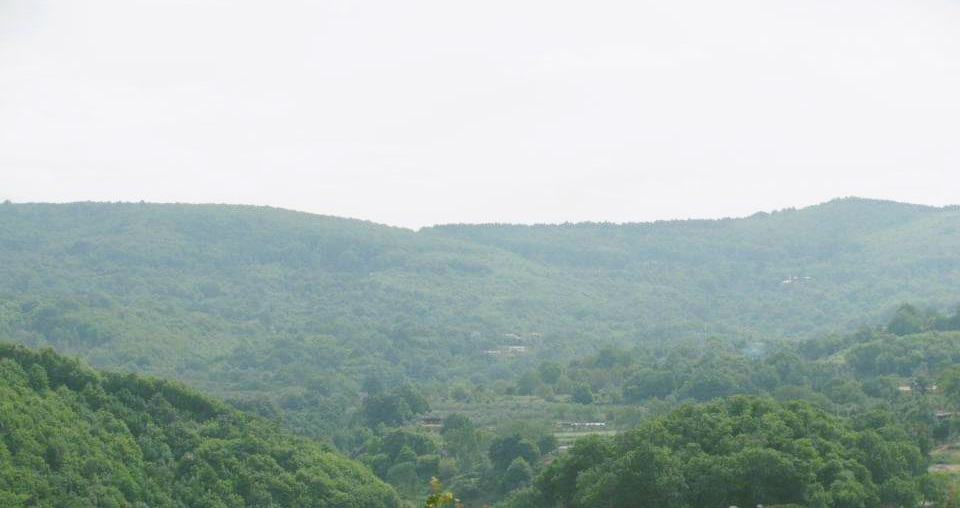
Monte Covello

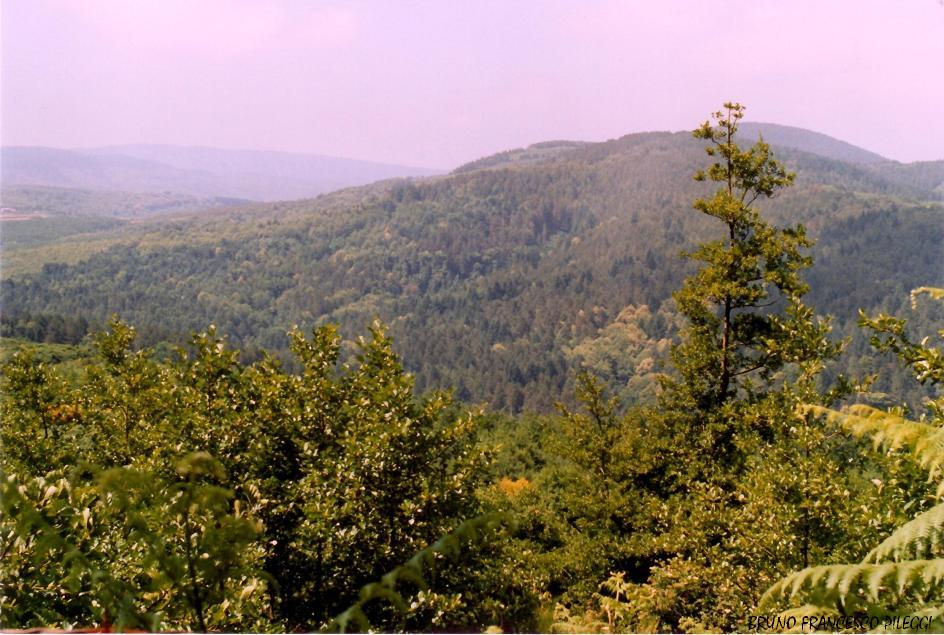
Panorama dalle pendici di monte Cucco verso monte Mazzuolo.

#### Gruppo montuoso del monte Serralta
| Nome                 | Altezza m.s.l.m. | Coordinate           |
| -------------------- | ---------------- | -------------------- |
| Serralta di San Vito | 1023             | 38.7467°N 16.3683°E  |
| Timpone del Monaco   | 916              | 38.7942°N 16.3604°E  |
| Serra Pelata         | 911              | 38.8014°N 16.36199°E |
| Serra del Gelo       | 883              | 38.7831°N 16.3727°E  |
| Monte Contessa       | 881              | 38.8102°N 16.3685°E  |
| Monte Pompulello     | 880              | 38.7569°N 16.3937°E  |
| Monte Covello        | 848              | 38.8021°N 16.3976°E  |
| Monte Andrea         | 842              | 38.7714°N 16.3948°E  |

#### Dorsale da monte Serralta a monte Cucco
| Nome              | Altezza m.s.l.m. | Coordinate            |
| ----------------- | ---------------- | --------------------- |
| Monte Cucco       | 959              | 38.64783°N 16.33284°E |
| Monte Acido       | 956              | 38.7261°N 16.3699°E   |
| Monte Coppari     | 951              | 38.7076°N 16.3245°E   |
| Monte Perrone     | 921              | 38.7098°N 16.3576°E   |
| Monte Pizzinni    | 918              | 38.6778°N 16.3288°E   |
| Monte Sant'Agnese | 903              | 38.6549°N 16.3439°E   |
| Monte Tre Croci   | 805              | 38.6517°N 16.3141°E   |

#### Gruppo del monte Trematerra

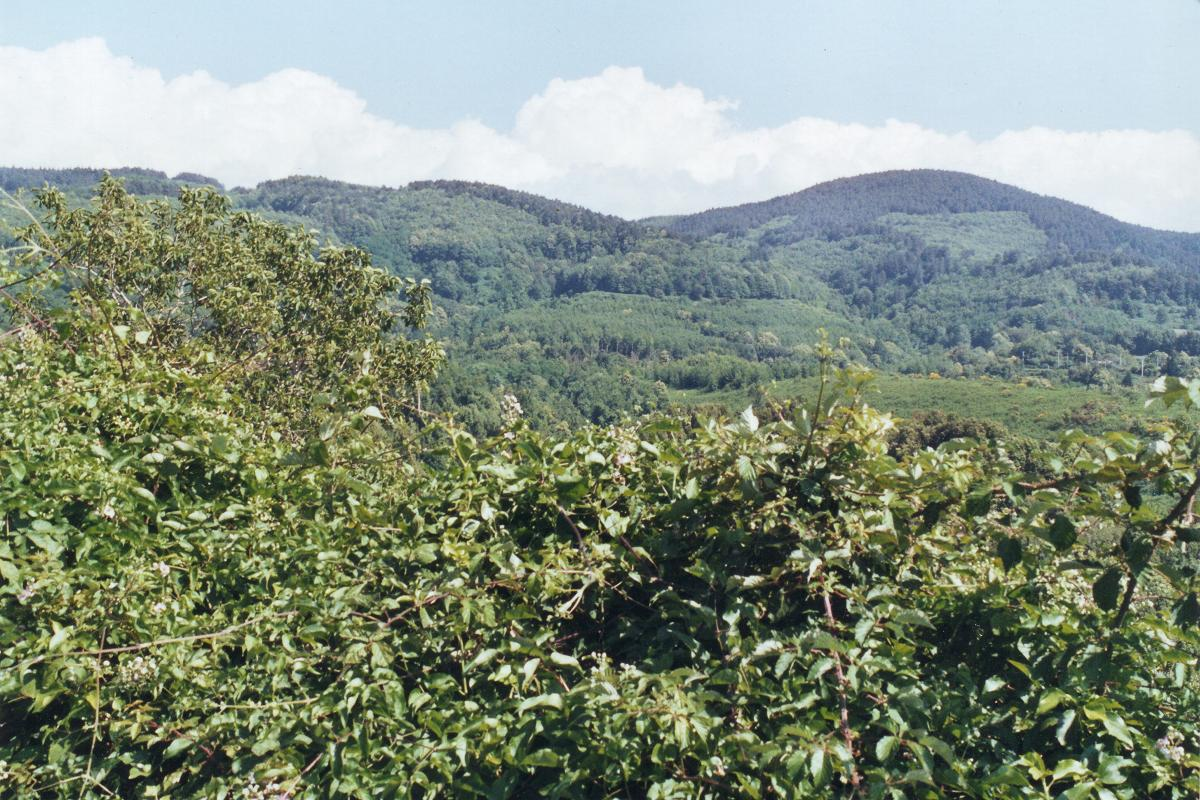
La dorsale verde di monte Mazzuolo da Vallelonga

| Nome             | Altezza m.s.l.m. | Coordinate          |
| ---------------- | ---------------- | ------------------- |
| Monte Trematerra | 1228             | 38.6062°N 16.4415°E |
| Pietra Cavallera | 1222             | 38.6052°N 16.4632°E |
| Monte Tramazza   | 1125             | 38.5919°N 16.3909°E |

#### Dorsale serrese e del colle d'Arena
| Nome             | Altezza m.s.l.m. | Coordinate          |
| ---------------- | ---------------- | ------------------- |
| Colle d'Arena    | 1099             | 38.5536°N 16.2698°E |
| Colle del Monaco | 1046             | 38.5647°N 16.2914°E |
| Colle Morrone    | 963              | 38.5958°N 16.3066°E |
| Monte Mazzuolo   | 942              | 38.6248°N 16.3105°E |
| Monte Costantino | 732              | 38.6242°N 16.3662°E |

#### Gruppo del monte Diavolomani
| Nome              | Altezza m.s.l.m. | Coordinate          |
| ----------------- | ---------------- | ------------------- |
| Monte Diavolomani | 1150             | 38.5186°N 16.2282°E |
| Monte Famà        | 1143             | 38.517°N 16.2481°E  |

#### Dorsale del Pecoraro

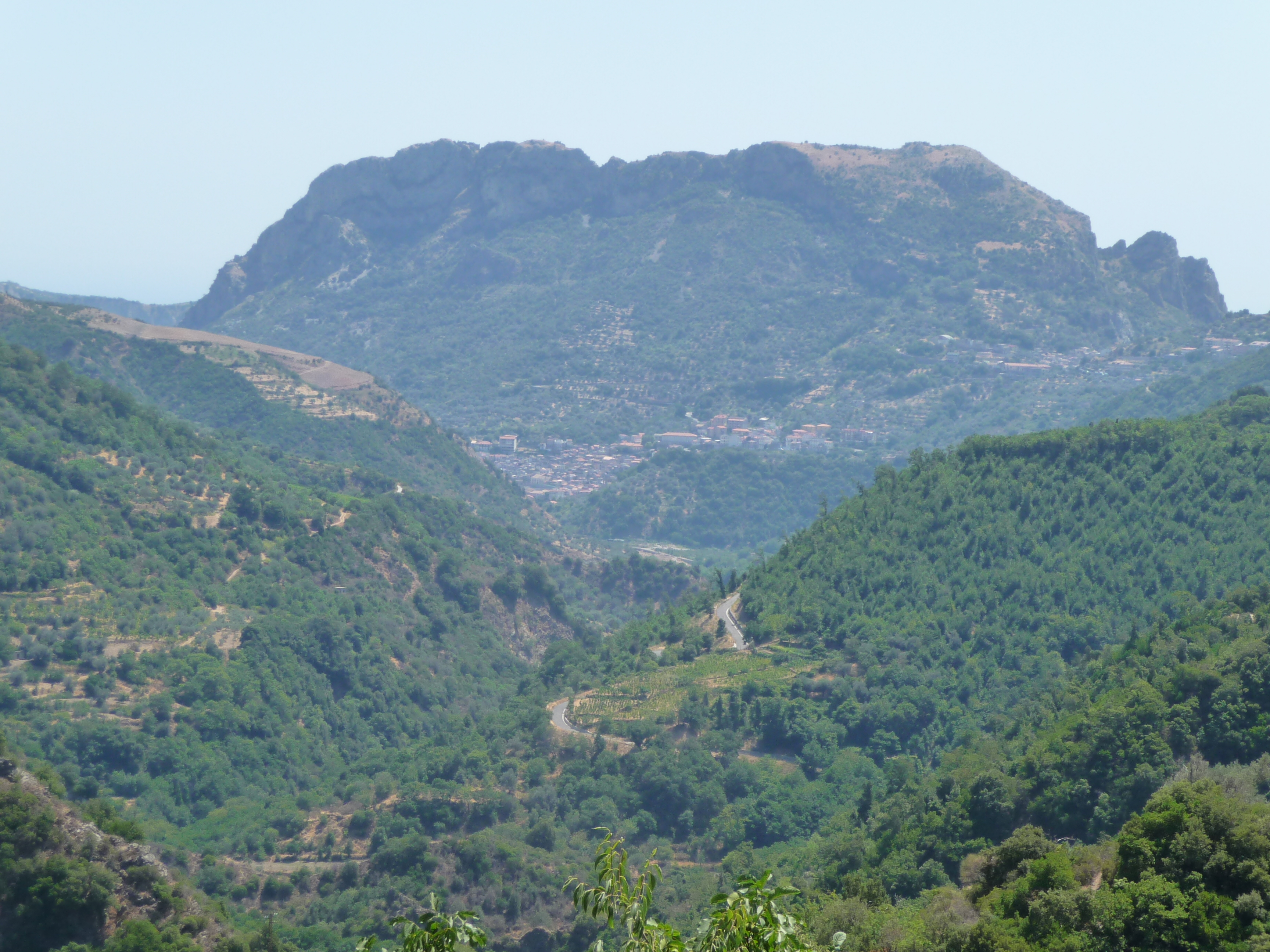
Monte Consolino, lato nord-ovest sovrastante l'abitato di Bivongi

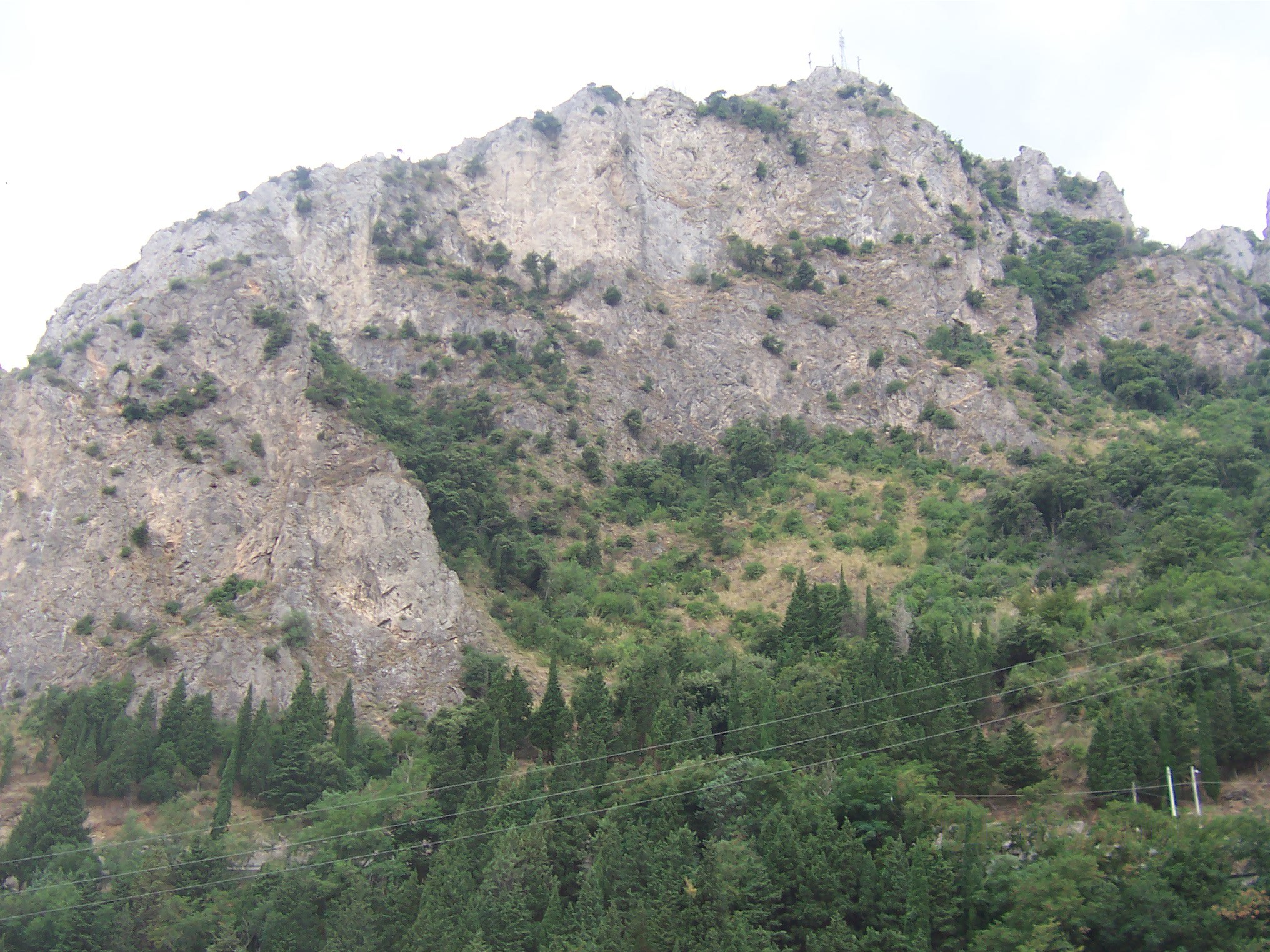
Monte Stella

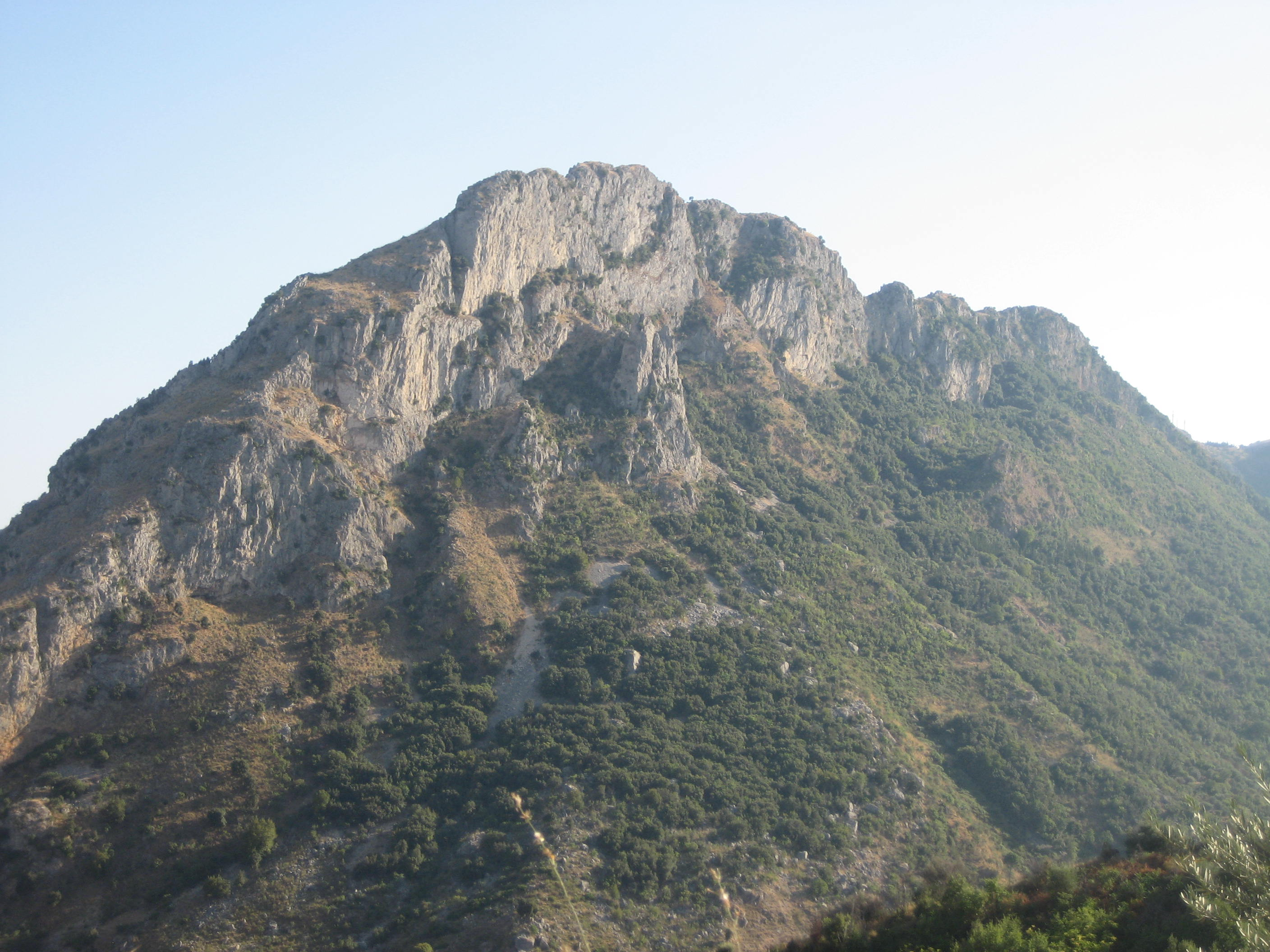
Monte Consolino

| Nome                  | Altezza m.s.l.m. | Coordinate          |
| --------------------- | ---------------- | ------------------- |
| Monte Pecoraro        | 1423             | 38.528°N 16.3458°E  |
| Pietra del Caricatore | 1414             | 38.5465°N 16.3513°E |
| Colle dei Pecorari    | 1318             | 38.5581°N 16.3945°E |
| Monte San Nicola      | 1260             | 38.5664°N 16.4337°E |
| Monte Cervaro         | 1196             | 38.5619°N 16.4399°E |

#### Complesso montuoso del monte Mammicomito
| Nome              | Altezza m.s.l.m. | Coordinate          |
| ----------------- | ---------------- | ------------------- |
| Monte Mammicomito | 1047             | 38.4604°N 16.4253°E |
| Monte Campanaro   | 957              | 38.4642°N 16.4209°E |
| Monte Stella      | 832              | 38.465°N 16.4417°E  |
| Monte Consolino   | 701              | 38.4781°N 16.4621°E |

#### Gruppo di monte Crocco e Seduto
| Nome             | Altezza m.s.l.m. | Coordinate          |
| ---------------- | ---------------- | ------------------- |
| Monte Crocco     | 1276             | 38.4886°N 16.2524°E |
| Monte Petrulli   | 1260             |                     |
| Monte Seduto     | 1143             | 38.4328°N 16.234°E  |
| Monte Ferro      | 1068             | 38.4185°N 16.2134°E |
| Monte Cannali    | 1054             |                     |
| Cresta del Prete | 1052             | 38.4232°N 16.2146°E |
| Monte Lievoli    | 1020             | 38.4658°N 16.2918°E |
| Monte Cresta     | 1006             | 38.414°N 16.1971°E  |
| Monte Cogna      | 1004             |                     |
| Monte Arenella   | 989              | 38.4907°N 16.2124°E |
| Monte Papallo    | 897              | 38.4698°N 16.2197°E |
| Serra Cervuco    | 868              |                     |
| Monte Elia       | 864              | 38.3843°N 16.2973°E |

#### Gruppo di monte Gremi e Ferrà

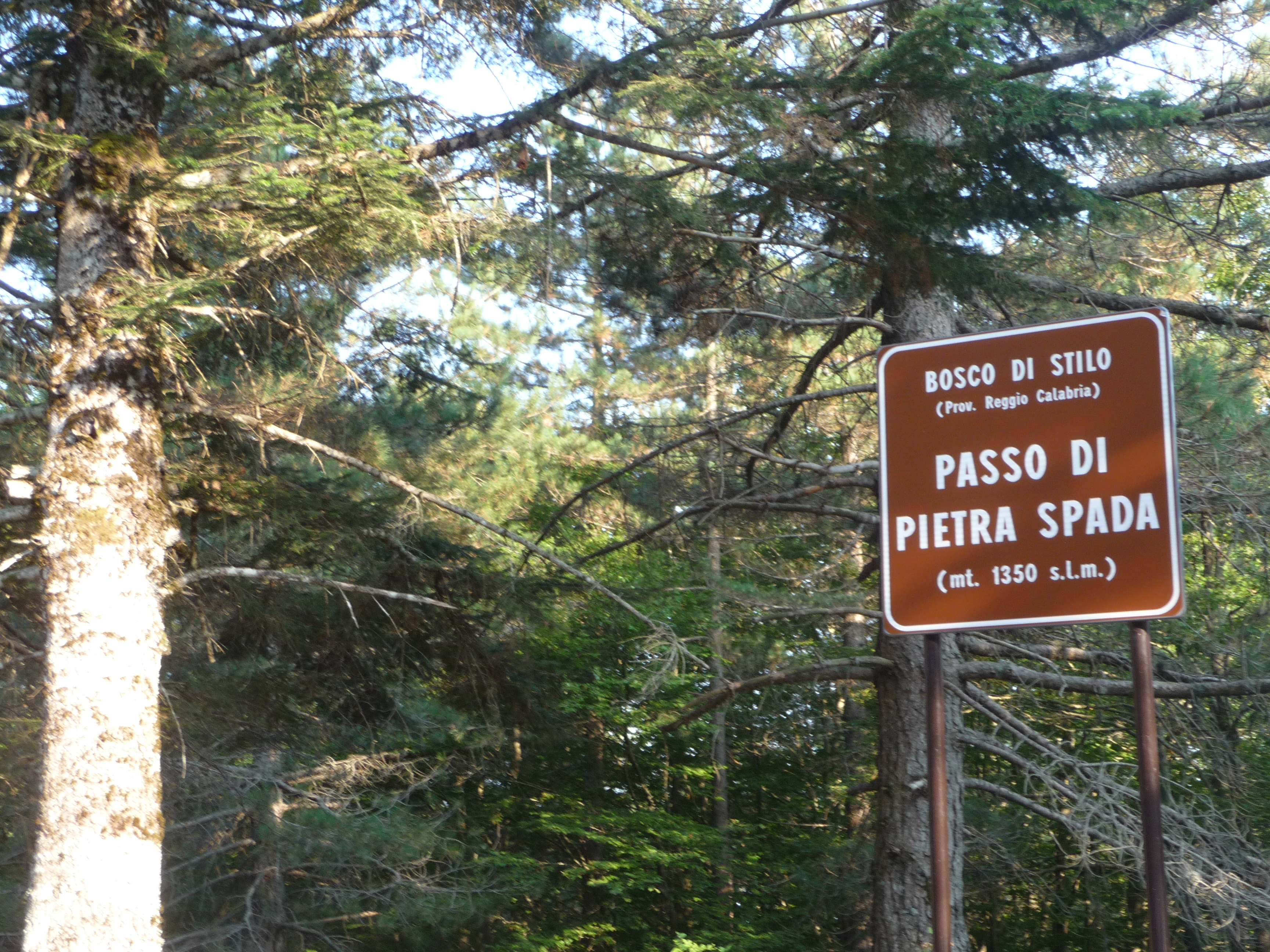
Passo di Pietra Spada

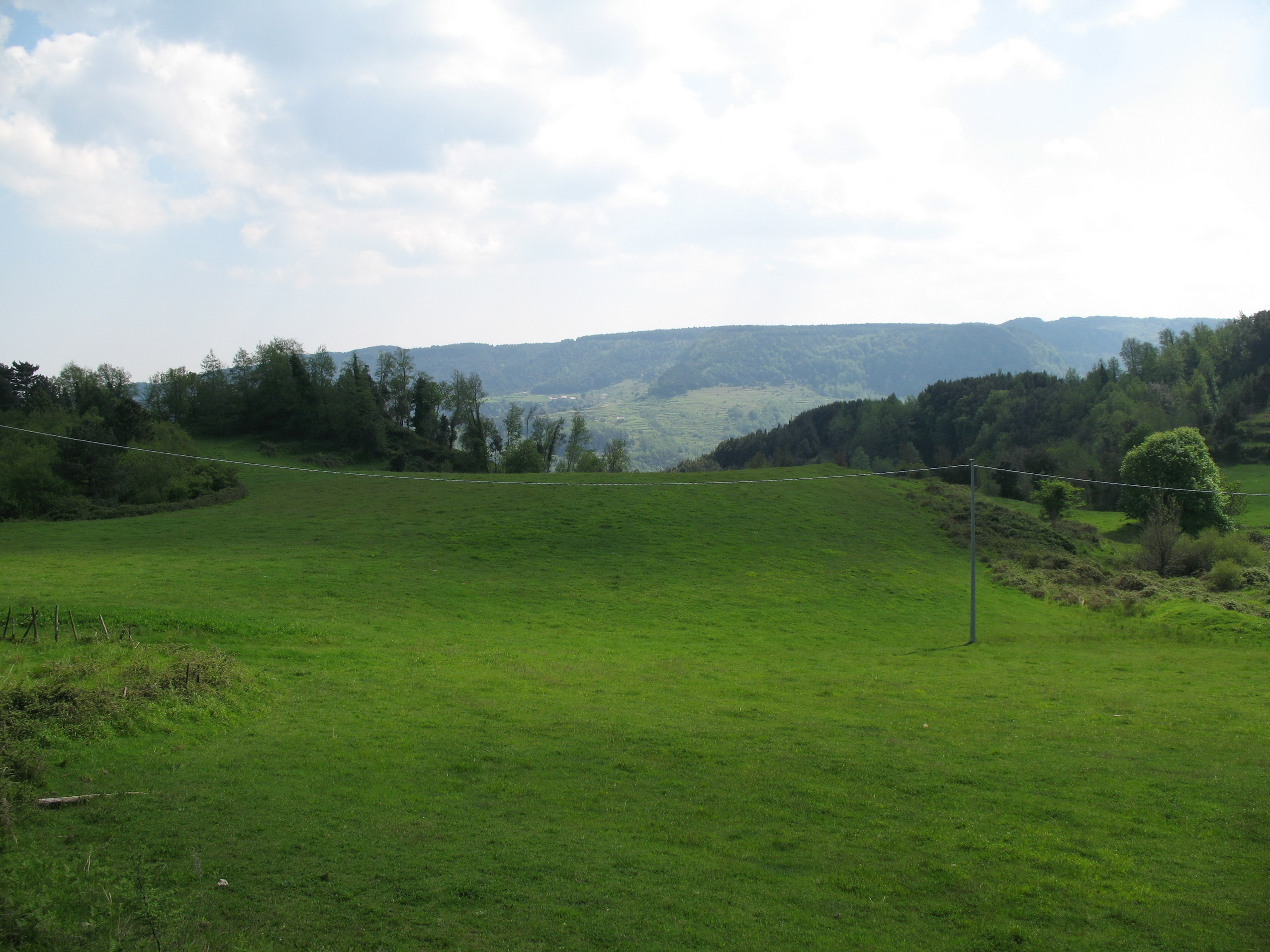
Passo della Limina

| Nome              | Altezza m.s.l.m. | Coordinate            |
| ----------------- | ---------------- | --------------------- |
| Monte Gremi       | 1241             | 38.42907°N 16.31405°E |
| Monte Angirò      | 1031             |                       |
| Monte Ferrà       | 958              | 38.3986°N 16.2246°E   |
| Monte Sant'Andrea | 893              | 38.3788°N 16.3695°E   |
| Monte Granieri    | 857              | 38.427°N 16.346°E     |
| Monte Zifrò       | 849              |                       |

#### Passi e valichi
| Nome                      | Altezza m.s.l.m. | Infrastrutture | Coordinate          |
| ------------------------- | ---------------- | -------------- | ------------------- |
| Passo di Pietra Spada     | 1335             |                | 38.5035°N 16.3512°E |
| Passo Croce di Panaro     | 1210             | sentiero       | 38.5632°N 16.3717°E |
| Passo Croce Ferrata       | 1110             |                | 38.4421°N 16.2726°E |
| Passo Bocca d'Assi        | 1031             | sentiero       | 38.5659°N 16.3695°E |
| Passo o stretto di Napoli | 950              | sentiero       |                     |
| Passo Fossa del Lupo      | 878              |                | 38.7617°N 16.3638°E |
| Passo della Limina        | 822              |                | 38.392°N 16.1909°E  |
| Passo di Catanzaro        | -                | sentiero       | 38.821°N 16.3872°E  |

#### Valli

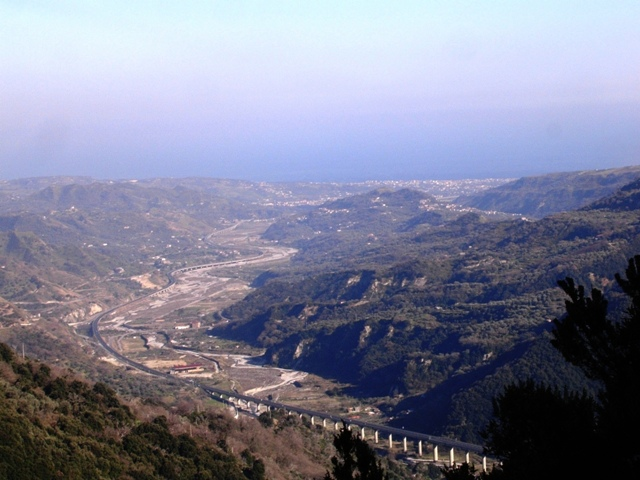
Vallata del Torbido

- Valle dell'Ancinale
- Valle Fonda
- Valle di Giofri
- Vallata dello Stilaro
- Vallata del Torbido

### Clima
Il clima delle Serre varia con l'altitudine e dai versanti. La parte pedemontana tirrenica, quella prossima alla valle del Mesima e dell'Angitola, presenta un clima mediterraneo più mite rispetto al versante ionico, dove si registrano meno precipitazioni e temperature più alte. Nelle zone vallive centrali, che corrispondono alla conca di Serre San Bruno, Mongiana e Fabrizia (tra gli 800 e i 1000 metri), il clima è di tipo montano appenninico di transizione (una via di mezzo da quello montano superiore a quello pedemontano del castagno): si hanno quindi inverni freddi e piovosi, ma anche con neve durante i periodi più freddi con una media di almeno 2 eventi nevosi all'anno, ed estati calde, ma non siccitose.
Infine l'area montana dai 1000 metri in su (la sommità è di 1423 di monte Pecoraro) presenta un clima tipicamente montano, caratterizzato da inverni abbastanza freddi, nebbiosi e nevosi, con accumuli di neve che si mantengono fino a primavera, primavere e autunni freschi e relativamente piovosi, ed estati soleggiate, ma fresche, con qualche nebbia mattutina e qualche temporale pomeridiano.
Il clima nella fascia più settentrionale delle Serre (dorsale di monte Cucco, monte Pizzinni, Serralta di San Vito) presenta un microclima particolare più umido che, grazie alla maggiore vicinanza dei mari Tirreno e Ionio, favorisce una vegetazione di montagna a quote più basse del solito. Il castagno lascia quindi spazio subito al faggio già dai 700 metri. (Vedere faggeta di Monte Cucco). La piovosità del luogo è al di sopra della media regionale. Nelle serre occidentali la piovosità raggiunge i 1100 e i 1400 millimetri annui, mentre nella parte orientale è decisamente più bassa.

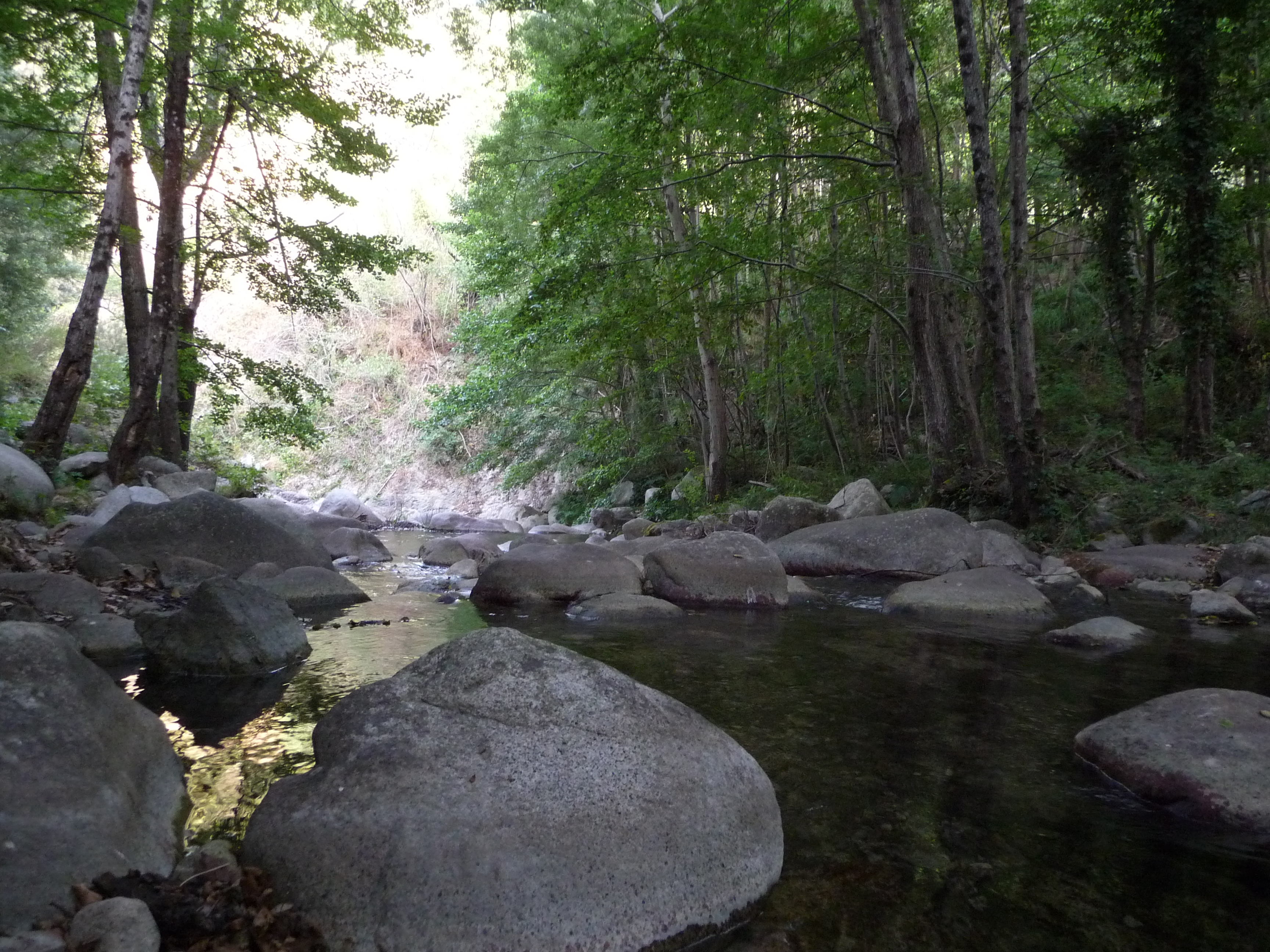
Fiumara Stilaro

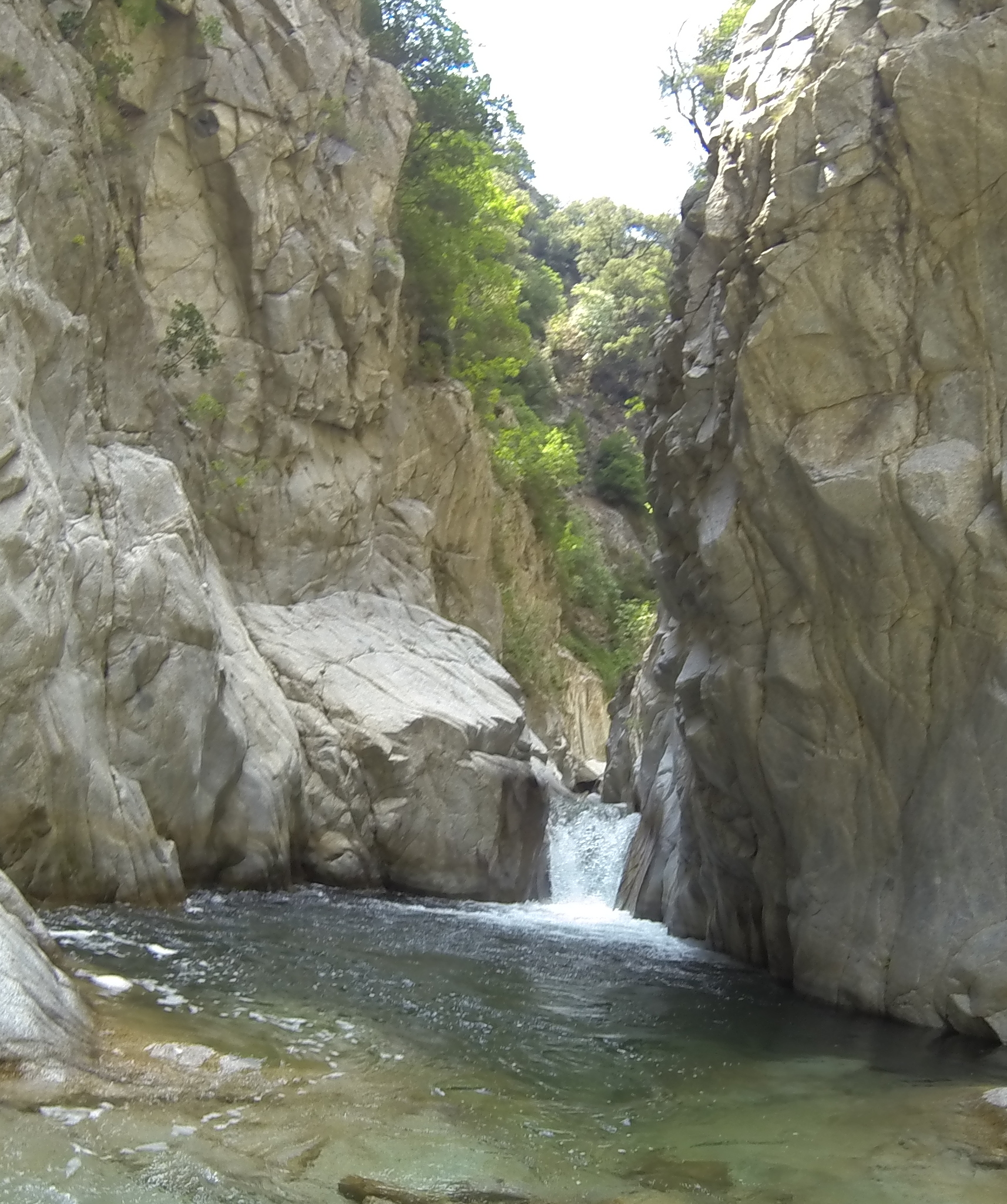
Le gole della fiumara Allaro

### Idrografia
Da un aspetto oro-idrografico le Serre sono molto variegate con presenza di numerosi fiumi e fiumare.
Gruppo montuoso del monte Serralta
- Torrente Alessi
- Torrente Pesipe
- Torrente Pilla
- Torrente Ghetterello

Dorsale di monte Coppari
- Vallone Acqui
- Fiume Angitola
- Torrente Fallà
- Fosso Le Neviere
- Fiumara Reschia
- Fosso Schioppo

Gruppo di monte Crocco
- Fermano
- Fiumara Sciarapotamo
- Fiumara Torbido
- Fiume Chiaro
- Metramo
- Potamo

Dorsale del Pecoraro
- Fiumara Assi
- Fiumara Ancinale
- Vallone Folea
- Fiumara Gallipari
- Torrente Mulinelle
- Torrente Ruggiero
- Fiumara Stilaro

Complesso montuoso del monte Mammicomito
- Fiumara Allaro
- Fiumara Amusa
- Fiumara Precariti

## Geologia

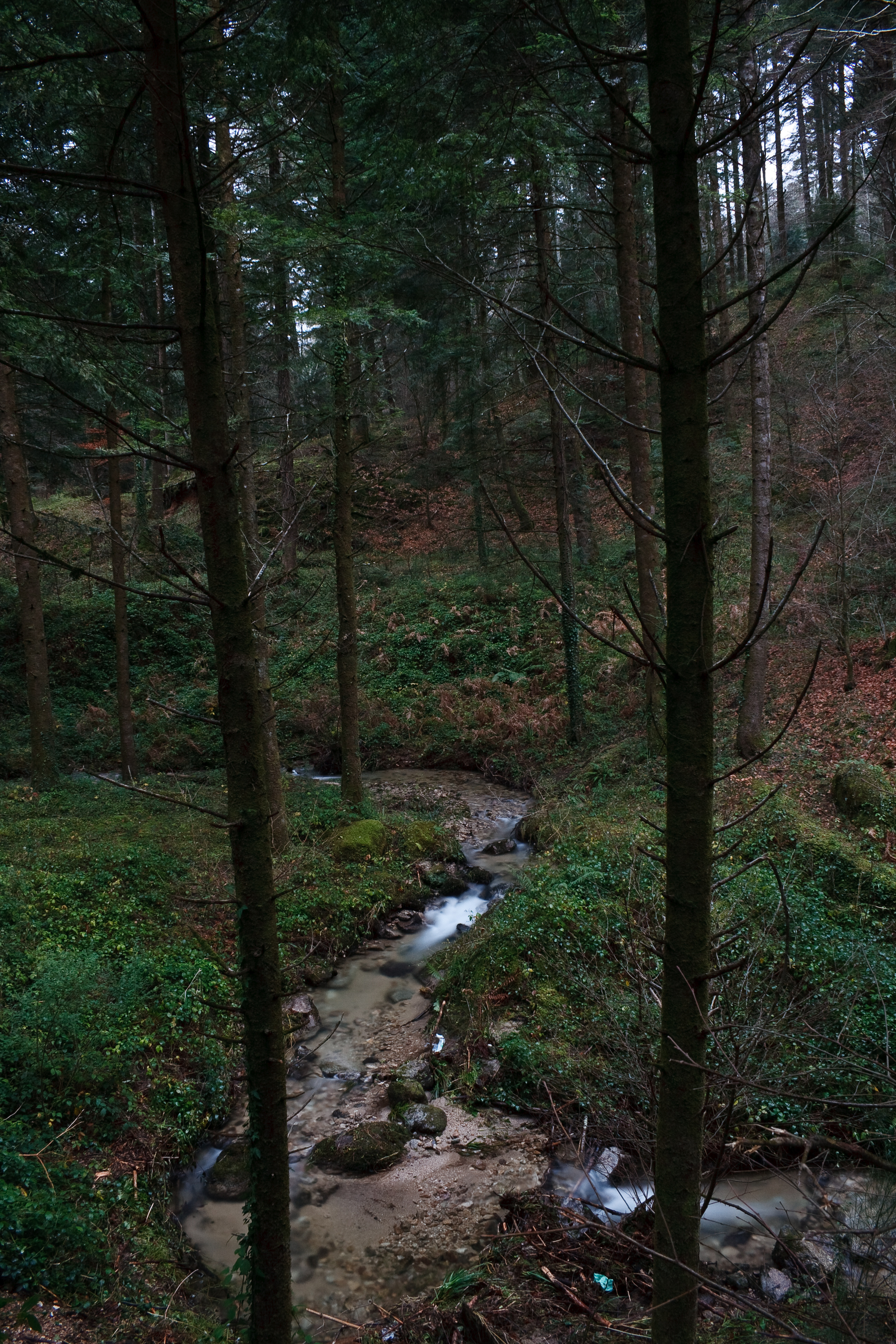
Ancinale

Da un punto di vista geologico le Serre calabresi fanno parte delle cosiddette "Alpi calabresi" e hanno struttura in cui predominano graniti, porfidi, dioriti quarzifere e serpentine. Nella zona orientale delle Serre sono presenti anche argille. Il monte Mammicomito invece ha una struttura calcareo dolomitica, è ricco di grotte, doline e inghiottitoi, fenomeni assenti nella restante parte del territorio. Infine in alcune zone delle Serre c'è la presenza di calanchi e terrazzi marini.

### Unità stratigrafiche
L'area delle serre si trova suddivise tra diverse unità stratigrafiche tra cui:
- Unità di Stilo
- Unità di Polia-Copanello
- Unità dell'Aspromonte
- Successioni sedimentarie del Pliocene

## Ambiente
L'ambiente vegetale è caratterizzato da una grande presenza di boschi di latifoglie e conifere, attraversati da numerosi corsi d'acqua. A valle vi è la presenza dell'abete bianco e della quercia, oltre gli 800 metri è presente il faggio. La fauna, impoverita e "scacciata" dalla caccia, resta comunque di grande interesse: negli ultimi anni si registra per esempio il ritorno del lupo appenninico, in piccoli branchi probabilmente provenienti dalla Sila.

### Aree naturali protette

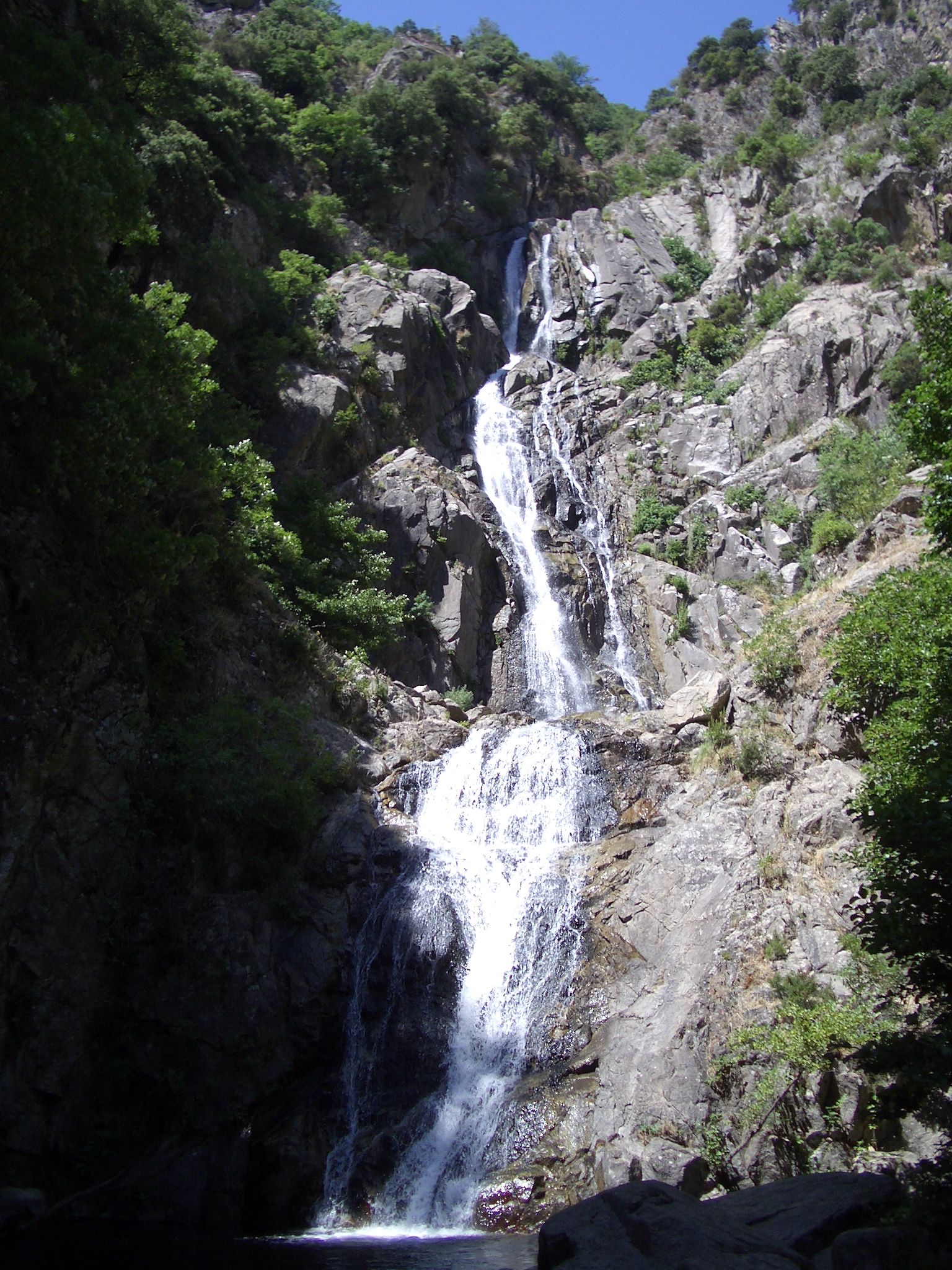
Cascata del Marmarico

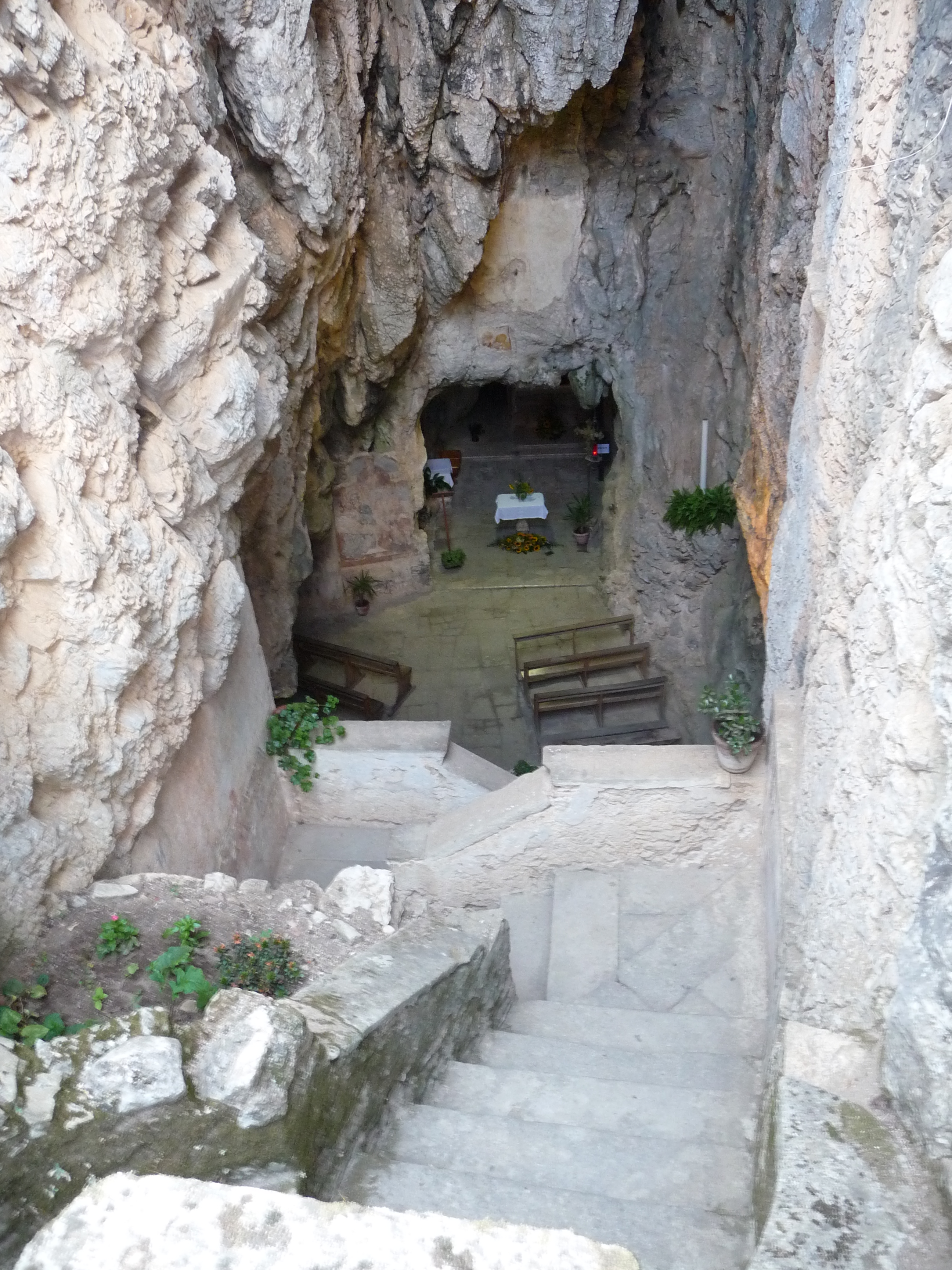
Grotta di Santa Maria della Stella

#### Parco regionale delle Serre
Le Serre Calabresi sono situate nel Parco regionale delle Serre o Parco naturale delle Serre, istituito nel 1990 con legge regionale n.48 ma senza confini ben definiti. All'interno del parco ricadono: la dorsale del monte Pecoraro, il monte Crocco, il bosco Archiforo, il bosco di Stilo, il bosco S.Maria, i fiumi Ancinale e Alaco, le fiumare Stilaro, Assi, Mulinelle, Precariti e Allaro, i valloni Folea e Ruggiero, e la valle dell'Ancinale.

#### Riserve naturali
- Riserva naturale biogenetica statale Cropani Micone

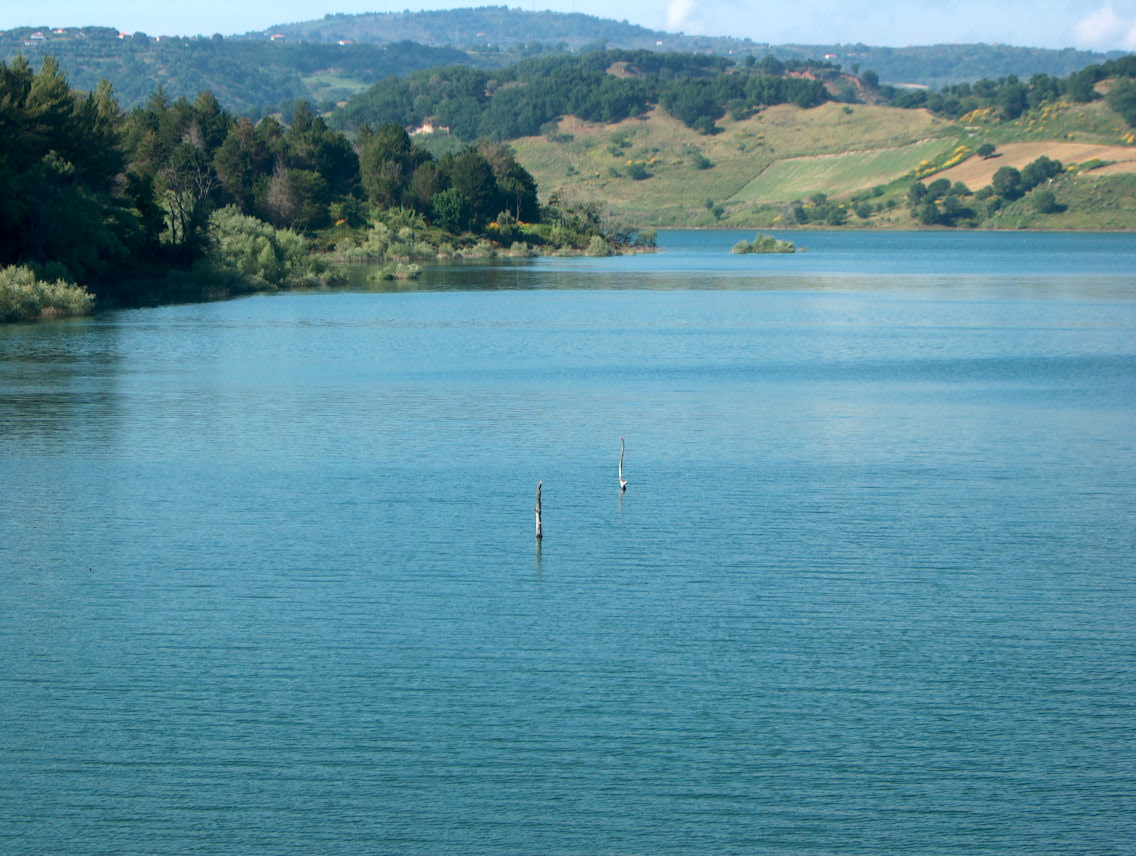
Lago Angitola

- Riserva naturale biogenetica statale Marchesale

### Luoghi di interesse
- Bosco Archiforo
- Bosco del Principe
- Bosco di Santa Maria (Serra San Bruno)
- Bosco di Stilo
- Cascata del Marmarico
- Case Provenzani
- Castello della Lacina[11]
- Conca di Serra San Bruno
- Eremo di Sant'Ilarione
- Eremo di Santa Maria della Stella
- Fontana della Signora
- Ferdinandea
- Grigonello
- Grotte degli Schirifizi
- Lago Angitola
- Diga del Metramo
- Laghetto Marzanello
- Madonna di Monte Covello
- Piani di Rufo
- Piano di Triarie
- Piano di Tanalunga
- Pietra Cupa
- Pomara
- Schioppo del Romito
- Sentiero Frassati delle Serre Calabre
- Timpa Perciata

## Gruppo azione locale Serre Calabresi
Il GAL Serre Calabresi nasce nel 1997 con l'obiettivo di promuovere lo sviluppo locale attraverso la gestione e la realizzazione vari interventi previsti nel programma "Leader II" e in altri. Il territorio comprende 31 comuni del catanzarese.

### Progetti
- Sulla base del Leader II è stato approvato dall'UCC nel 2004 il progetto "PIT Serre Calabresi" che rappresenta un modello di sviluppo turistico ecosostenibile con un finanziamento di 16 milioni di euro di cui 11 di contributo pubblico e la metà di questi servirà a interventi alle infrastrutture.
- Lo stesso anno è stato approvato anche il progetto "PIAR Serre Calabresi" per lo sviluppo ecosostenibile di zone rurali della provincia di Catanzaro attraverso la diversificazione dell'agricoltura, la rivalorizzazione dei borghi rurali e creando una rete fra produttori e operatori. Comprende 23 comuni: Cardinale, Cenadi, Centrache, Guardavalle, Olivadi, Palermiti, Santa Caterina dello Ionio, Torre di Ruggiero, Argusto, Badolato, Chiaravalle Centrale, Gagliato, Isca sullo Ionio, Montauro, Petrizzi, San Sostene, Sant'Andrea Apostolo dello Ionio, San Vito sullo Ionio, Satriano, Amaroni, Vallefiorita, Davoli e Gasperina.
- PIAR Area della Roccelletta di Borgia ha come obiettivo il rilancio delle tradizionali attività economiche rurali nel comprensorio della Roccelletta interessa 8 comuni: Cortale, San Floro, Caraffa di Catanzaro, Girifalco, Marcellinara, Borgia, Squillace e Settingiano.
- Completati gli obiettivi programma Leader II il GAL Serre Calabresi con GAL Alta Locride si accinge a realizzare il nuovo progetto PSL Leader+ nell'arco di 4 anni a partire dal 2004 per valorizzare per lo sviluppo socioeconomico del territorio, soprattutto a livello turistico.

## Galleria d'immagini

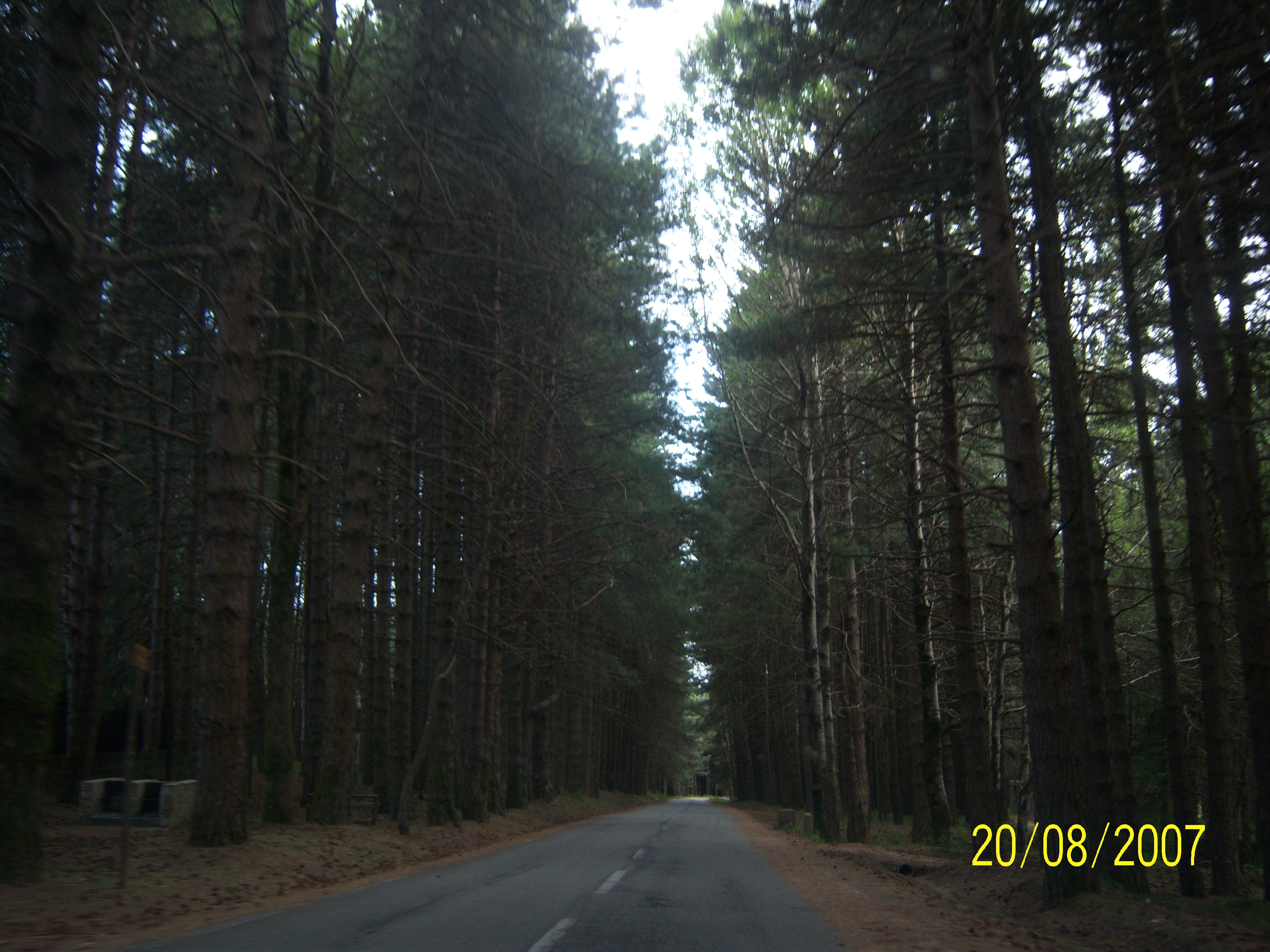
Foresta delle Serre
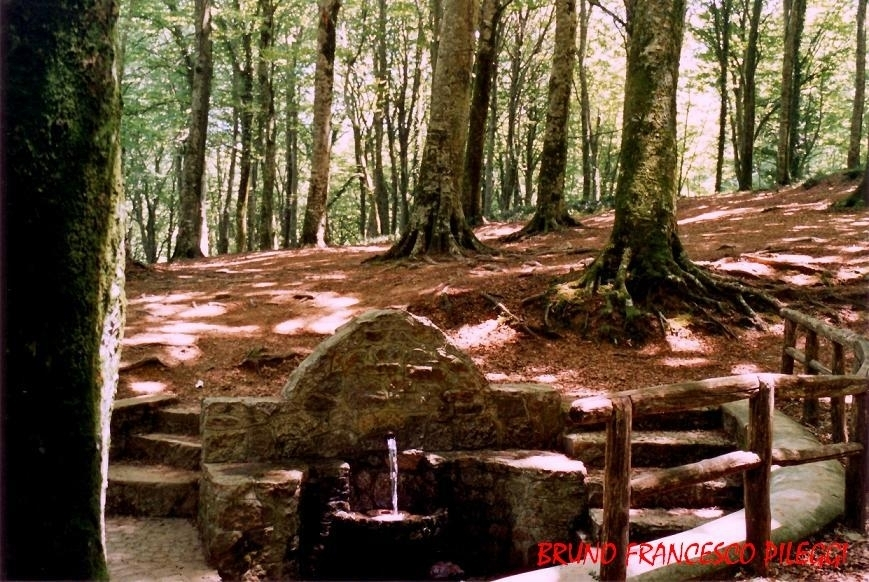
Fontana nella faggeta di Monte Cucco
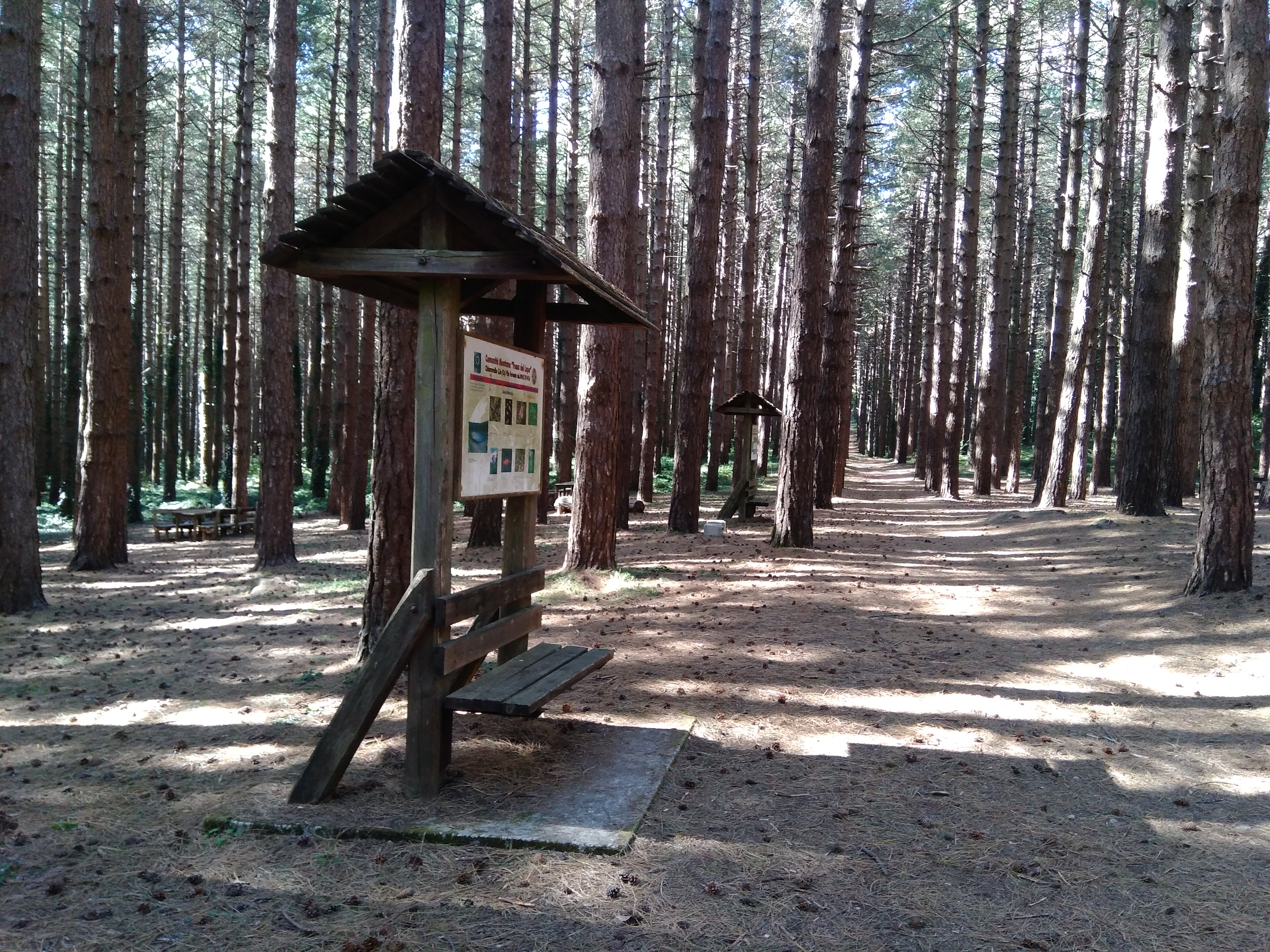
Bosco sul monte Covello
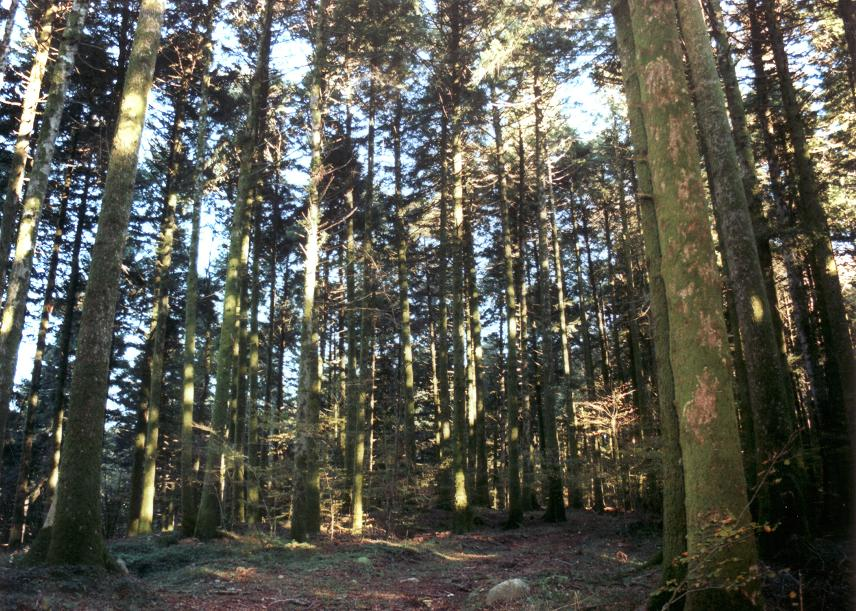
Bosco Archiforo
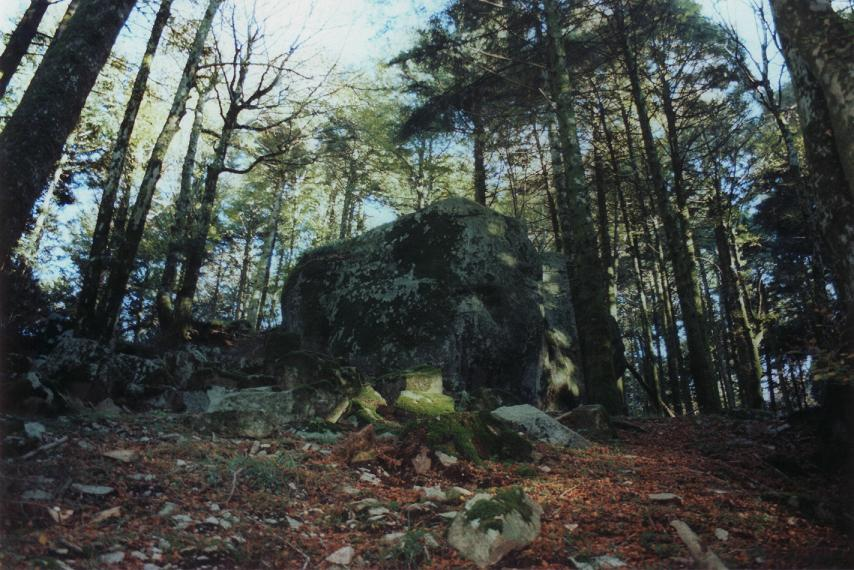
Foresta di abeti delle Serre calabresi
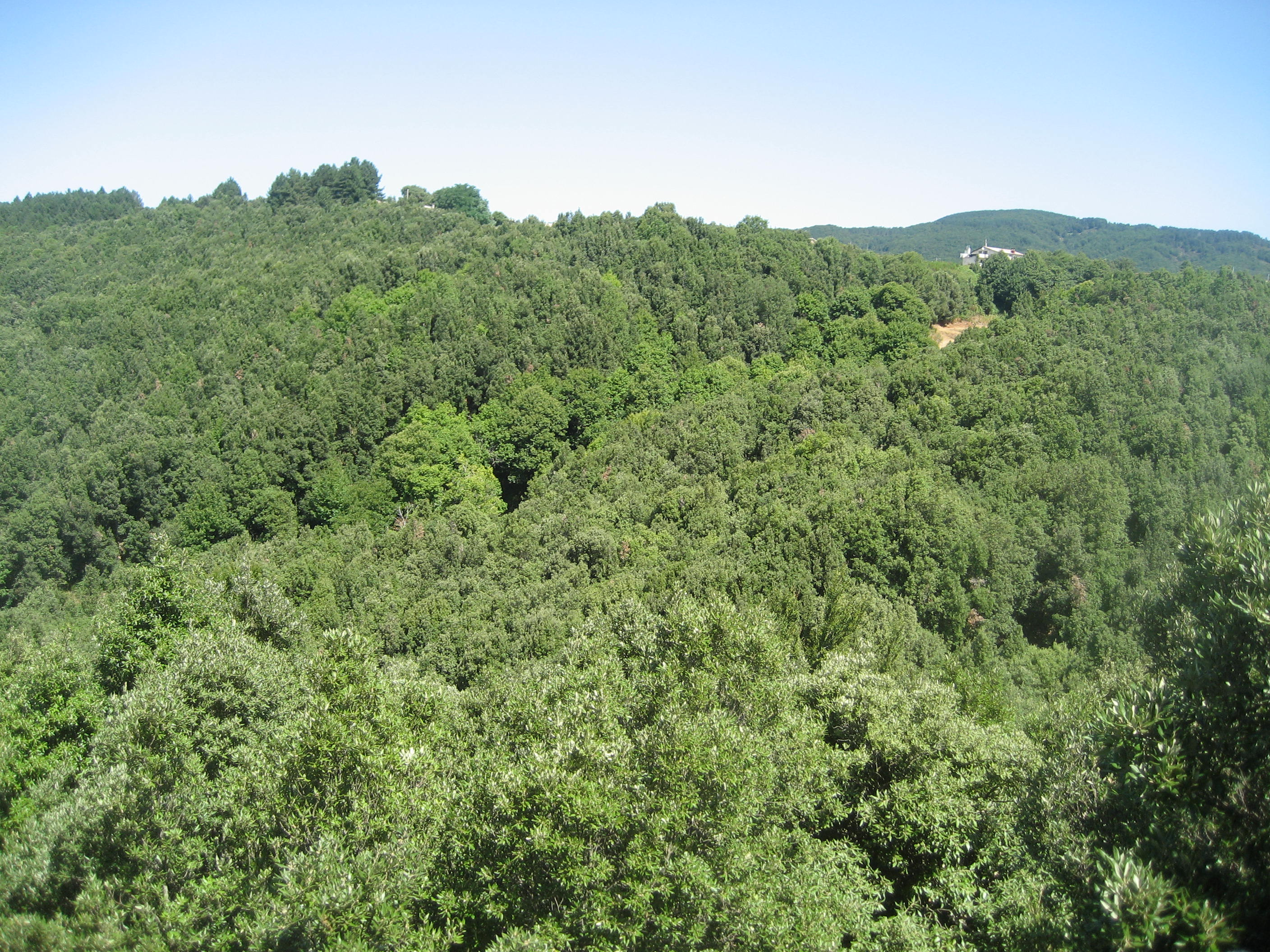
Bosco a Nardodipace
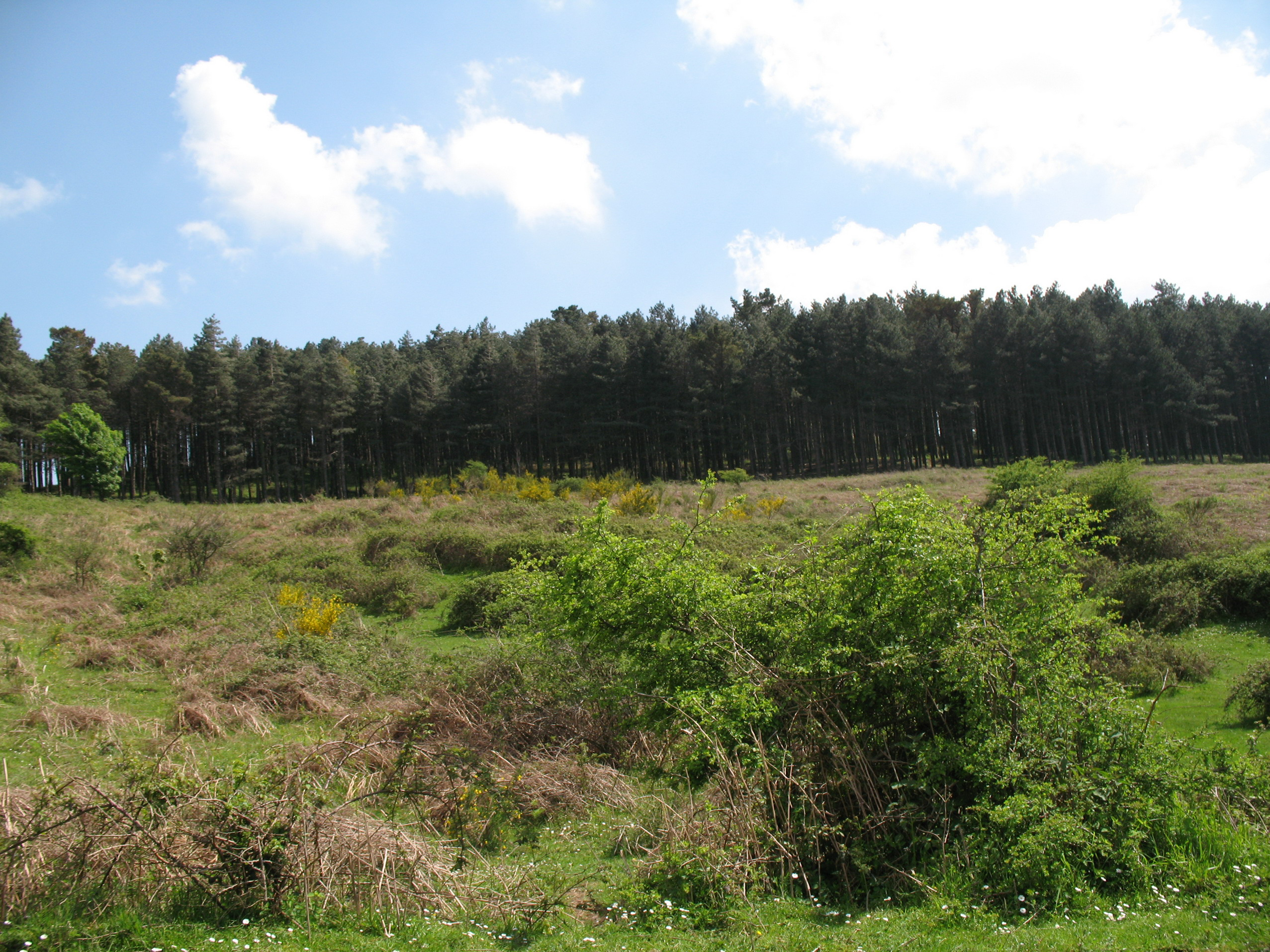
Bosco sul passo della Limina